# Liriomyza trifolii
Liriomyza trifolii är en tvåvingeart som beskrevs av Burgess 1880. Liriomyza trifolii ingår i släktet Liriomyza och familjen minerarflugor. Arten är reproducerande i Sverige. Inga underarter finns listade i Catalogue of Life.

## Bildgalleri